# Tasnim News Agency
Tasnim est une agence de presse privée iranienne, lancée en 2012. Son objectif est de couvrir différents sujets politiques, sociaux, économiques et internationaux, ainsi que d'autres champs. Elle est qualifiée d'agence « semi-officielle » de la république islamique d'Iran.
Fondée par l'IIDO (Organisation de diffusion de l'idéologie islamique), elle est soupçonnée de liens avec le Corps des gardiens de la révolution islamique. La rubrique « À propos » de son site en version anglaise définit sa ligne éditoriale : « Défendre la révolution islamique contre les campagnes de propagande négative » (« Defending the Islamic Revolution against negative media propaganda campaign »).
En septembre 2023, elle est visée par des sanctions de la part des États-Unis, une mesure destinée à dénoncer la répression dont les manifestations consécutives à la mort de Mahsa Amini font l'objet.